# Große (Adelsgeschlecht)

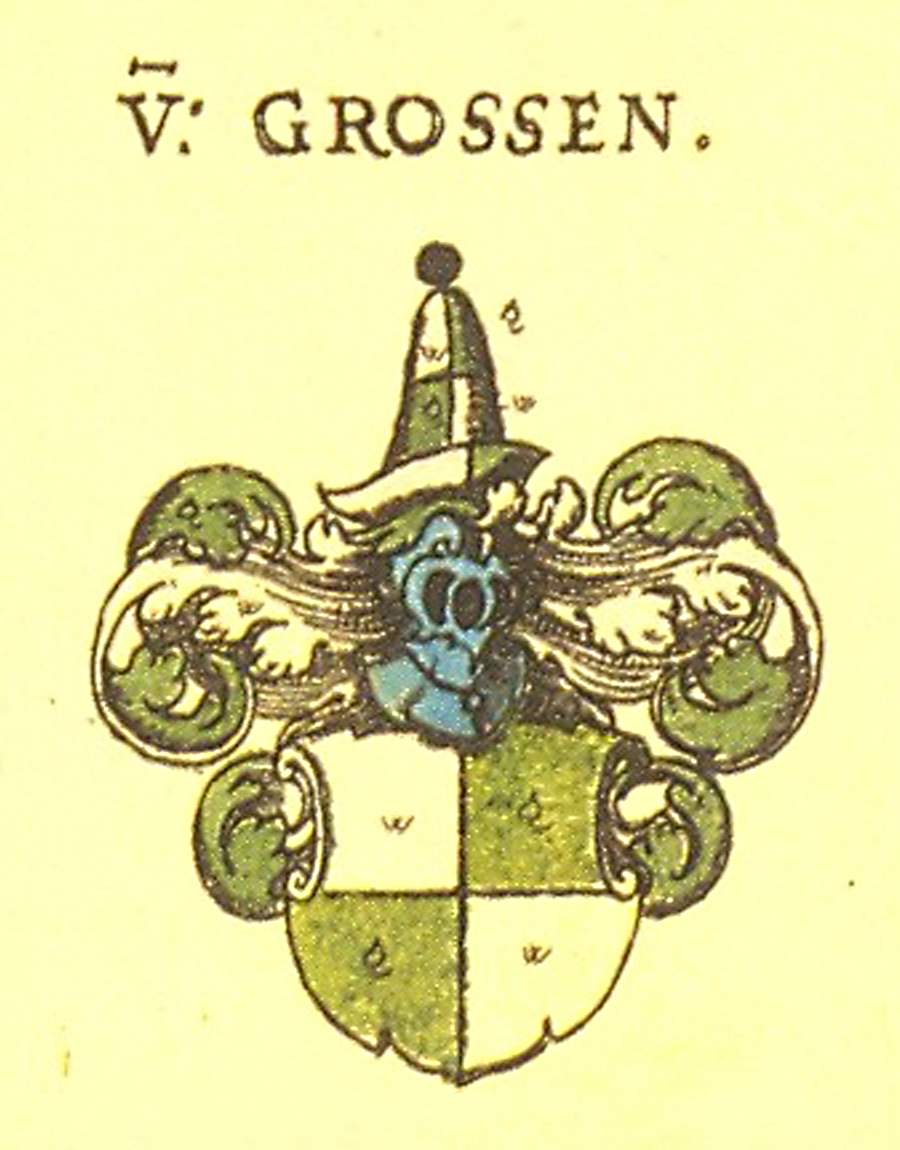
Wappen der Große (Siebmachers Wappenbuch)

Große, auch Grosse, war ein altes obersächsisch-meißnisches Adelsgeschlecht, das weitverzweigt war und im 19. Jahrhundert ausgestorben ist.

## Geschichte
Die Herren von Deutzen oder Seebitzschen, die sich nach einem früheren Lehngut (Deutzen bei Borna, Seebitzschen bei Rochlitz) nannten und seit 1283 mehr als 80 Jahre das Amt des Schlosshauptmanns der Burg Döbeln verwalteten, nannten sich später einfach Große. Die lückenlöse Stammreihe der Familie von Große beginnt in der Regel im Jahre 1601.
Ein Zweig der Familie erwarb 1330 das Schloss Trebsen und das benachbarte Altenhain. Später wurde Altenhain innerhalb der Familie für einige Zeit geteilt, worauf die urkundliche Erwähnung zweier Rittergüter im Jahre 1606 schließen lässt. Letzteres blieb bis 1741 in deren Besitz. 1750 verlor die Familie aufgrund von Schulden auch das erst 1741 neuerworbene Rittergut Roitzsch im Amt Torgau.
Bis zum Jahre 1568 war ein weiterer Zweig der Familie von Große im Lebusischen ansässig, der mit Joachim Große ausstarb. Ferner war auch das Rittergut in Großwerther bei Nordhausen im Besitz der Familie. Noch im Jahre 1749 wird dort ein von Große als Besitzer erwähnt. Von diesem Gut stammte auch Carl Ulrich Wilhelm von Große, der als Rittmeister im von Zietenschen Husaren-Regiment diente.
Auf das Adelsprädikat von verzichteten fast alle Vertreter dieser Adelsfamilie bis zum Beginn des 18. Jahrhunderts.
Nach dem Jahre 1812 findet sich kein Hinweis mehr auf die Existenz eines Vertreters dieses Adelsgeschlechts.

## Wappen
Blasonierung: Von Silber und Grün geviert.

## Bekannte Vertreter
- Christoph Große, kursächsischer Hofmarschall, der 1525 an der Beisetzung des Kurfürsten Friedrich dem Weisen beteiligt und noch 1533 als Kirchenvisitator in Meißen erschien
- Donat Große, promovierter Domherr in Naumburg (Saale). Er wurde von Papst Leo X. ermahnt, sich Martin Luther zu widersetzen und andere auch dazu anzuhalten.
- Eva Große, entwich zum Beginn der Reformationszeit mit anderen Nonnen aus dem Kloster Nimbschen bei Grimma
- Siegmund Große, starb 1572 bei einem Duell mit Eustachius von Honsberg in Wurzen
- Carl Heinrich von Große († 17. Februar 1745[4]), königlich-polnischer und kurfürstlich-sächsischer Generalmajor von der Kavallerie[5]